# Salamon Miklós (labdarúgó)
Salamon Miklós (Dunaújváros, 1974. november 30. –) magyar labdarúgó, jelenleg a Géderlaki KSE játékosa.

## Pályafutása
2008. december 18-án írta alá fél plusz hároméves szerződését a Liberty Salontához. Az Iváncsai K.S.K-ban is játszott.

## Sikerei, díjai
- Magyar bajnok: 1999-2000 (Dunaferr)
- Bajnoki 2.: 2000-2001 (Dunaferr)
- Magyar Kupa döntős: 2006 (Vasas)
- Az Év Játékosa: 1999-2000 (Dunaferr)
- Nb2 Bajnoki cím: 2005-2006 (Paks)
- Nb2 2. hely:                                                1996-1997 (Dunaferr)

1997-1998 (Dunaferr)
- SportM Kupa győztes:

2010 (Pálhalma)
- Amatőr Kupa győztes:

```
2016 (Gèderlaki KSE)
```

- NB III. bajnoki cím:                                     2010-2011 (Pálhalma)                                2012-2013 (Dunaújváros Pase)
- Fejèr megye I. bajnoki cím:

2009-2010 (Pálhalma)
Fejèr megyei I. 2. hely:
2022-2023 (MÁV Előre FC Főnix)
- Fejèr Megye Kupa győztes:                                2010 (Pálhalma)                                           2013 (Dunaújváros Pase)
- Bács-Kiskun megye III. bajnoki cím:

Dèli-csoport 
2015-2016 (Gèderlaki KSE)      Nyugati-csoport 
2016-2017 (Gèderlaki KSE)
Nyugati-csoport
2020-2021 (Gèderlak KSE)
Fejèr megye II. bajnoki cím:
2022-2023 (Mezőfalva MEDOSZ SE)
- Bács-Kiskun megye II.

Dèli-csoport 2. hely:    
2017-2018 (Gèderlaki KSE)                           2018-2019 (Gèderlaki KSE)
2019-2020 (Gèderlak KSE)
Fejèr megye II.
Dèli csoport 2. hely: 
2021-2022 (Baracs)

## Statisztika

### Mérkőzései a válogatottban
| Magyarország | Magyarország      | Magyarország                  | Magyarország | Magyarország | Magyarország | Magyarország | Magyarország | Magyarország |
| #            | Dátum             | Helyszín                      | Hazai        | Eredmény     | Vendég       | Kiírás       | Gólok        | Esemény      |
| ------------ | ----------------- | ----------------------------- | ------------ | ------------ | ------------ | ------------ | ------------ | ------------ |
| 1.           | 2000. június 3.   | Budapest, Fáy utcai Stadion   | Magyarország | 2 – 1        | Izrael       | barátságos   | -            | 89'          |
| 2.           | 2003. április 30. | Budapest, Megyeri úti Stadion | Magyarország | 5 – 1        | Luxemburg    | barátságos   | -            |              |
|              | Összesen          |                               |              | 2            | mérkőzés     |              | 0            | gól          |